# Měčín (zámek)
Měčín je zámek na severozápadním okraji stejnojmenného města. Je chráněn jako kulturní památka.

## Historie
Na místě dnešního zámku stála původně pravděpodobně tvrz pocházející z 15. století. V roce 1548 získal Měčínský a Švihovský statek Heralt Kavka Říčanský z Říčan, který zde kolem roku 1580 nechal postavit zámek nazvaný Nový hrad. Původní stavbu ze 16. století tvořila pouze levá polovina, pravá byla dostavěna později. K přestavbě na zámek došlo na počátku 18. století. Budova byla v jádru podsklepena a původně měla dvě patra. Prostory byly valeně zaklenuté, v patře byla kaple a uprostřed schodiště do sklepa a do patra. Po požáru z roku 1874 bylo druhé patro ubouráno, po následné opravě pak objekt dostal dnešní podobu.
Výzdobu zámku tvořila sgrafitová výzdoba z konce 16. století, která bylo objevena v průčelí hlavní budovy při úpravách v roce 1925. Tvořil ji rostlinný ornament se dvěma medailonky s podobiznami prvního majitele Heralta Kavky Říčanského a jeho manželky, a také s dvěma biblickými výjevy – kladení Krista do hrobu a jeho zmrtvýchvstání.
K zámku původně patřil i park s rybníkem. Park byl v roce 1972 vykácen a z rybníka bylo zřízeno koupaliště. To není v současnosti využíváno, v roce 2005 bylo zčásti zavezeno stavební sutí pocházející z demolice klatovské škodovky.
Zámek v majetku Zemědělského družstva Měčín. Nejprve tu v roce 1948 byla zřízena strojní traktorová stanice. Po jejím přemístění do Přeštic zámek získalo družstvo, které v jeho hlavní budově zřídilo byty pro zaměstnance, zatímco v hospodářských budovách vznikly dílny a sklady. Po roce 1989 byl zámek v restituci vrácen potomkům poslední majitelky Věry provdané Berndorffové, od nichž jej družstvo posléze opět zakoupilo.